# 데이비드 리치
데이비드 리치(David Leitch)는 미국의 영화 감독, 배우, 스턴트 배우이다. 2014년 영화 《존 윅》으로 감독 데뷔하였다. 두번째 장편 감독작 《아토믹 블론드》는 2017년에 공개되었으며, 2018년 개봉한 《데드풀 2》의 감독을 맡았다.

## 작품 목록
| 2014 | 존 윅                  | 크레딧 미수록 | 예     | 감독 데뷔작 채드 스타헬스키와 공동연출 |
| 2017 | 아토믹 블론드          | 예            | 아니요 |                                        |
| 2018 | 데드풀 2               | 예            | 아니요 |                                        |
| 2019 | 분노의 질주: 홉스 & 쇼 | 예            | 아니요 |                                        |
| 2021 | 노바디                 | 아니요        | 예     |                                        |
| 2021 | 케이트                 | 아니요        | 예     |                                        |
| 2022 | 불릿 트레인            | 예            | 예     |                                        |
| 2024 | 스턴트맨               | 예            | 예     |                                        |